# Liste des présidents du Monténégro
Ce tableau dresse la liste des présidents de la république du Monténégro depuis la création du poste le 23 décembre 1990. Le titre officiel est président du Monténégro depuis l'indépendance, en 2006. Le Monténégro n'a plus de forme longue depuis 2006.
Jusqu'en 1992, la république socialiste du Monténégro est une entité fédérée de la République fédérative socialiste de Yougoslavie. La république du Monténégro est une composante de la république fédérale de Yougoslavie de 1992 à 2003 puis de la Serbie-et-Monténégro de 2003 à 2006. Enfin, le Monténégro est un État indépendant depuis 2006.

## Liste
| N°                                                    | Portrait                                              | Nom                                                   | Mandat                                                | Mandat                                                | Mandat                                                | Parti politique                                       |                                                       |                                                       |                                                       |                                                       |                                                       |                                                       |                                                       |                                                       |
| N°                                                    | Portrait                                              | Nom                                                   | Élection                                              | Début                                                 | Fin                                                   | Parti politique                                       |                                                       |                                                       |                                                       |                                                       |                                                       |                                                       |                                                       |                                                       |
| Présidents de la république du Monténégro (1990-2006) | Présidents de la république du Monténégro (1990-2006) | Présidents de la république du Monténégro (1990-2006) | Présidents de la république du Monténégro (1990-2006) | Présidents de la république du Monténégro (1990-2006) | Présidents de la république du Monténégro (1990-2006) | Présidents de la république du Monténégro (1990-2006) | Présidents de la république du Monténégro (1990-2006) | Présidents de la république du Monténégro (1990-2006) | Présidents de la république du Monténégro (1990-2006) | Présidents de la république du Monténégro (1990-2006) | Présidents de la république du Monténégro (1990-2006) | Présidents de la république du Monténégro (1990-2006) | Présidents de la république du Monténégro (1990-2006) | Présidents de la république du Monténégro (1990-2006) |
| ----------------------------------------------------- | ----------------------------------------------------- | ----------------------------------------------------- | ----------------------------------------------------- | ----------------------------------------------------- | ----------------------------------------------------- | ----------------------------------------------------- | ----------------------------------------------------- | ----------------------------------------------------- | ----------------------------------------------------- | ----------------------------------------------------- | ----------------------------------------------------- | ----------------------------------------------------- | ----------------------------------------------------- | ----------------------------------------------------- |
| 1                                                     |                                                       | Momir Bulatović                                       | 1990 1992                                             | 23 décembre 1990                                      | 15 janvier 1998                                       | SNP DPS                                               |                                                       |                                                       |                                                       |                                                       |                                                       |                                                       |                                                       |                                                       |
| 2                                                     |                                                       | Milo Đukanović                                        | 1997                                                  | 15 janvier 1998                                       | 25 novembre 2002                                      | DPS                                                   |                                                       |                                                       |                                                       |                                                       |                                                       |                                                       |                                                       |                                                       |
| –                                                     |                                                       | Filip Vujanović                                       | Intérim                                               | 25 novembre 2002                                      | 19 mai 2003                                           | DPS                                                   |                                                       |                                                       |                                                       |                                                       |                                                       |                                                       |                                                       |                                                       |
| –                                                     |                                                       | Dragan Kujović                                        | Intérim                                               | 19 mai 2003                                           | 22 mai 2003                                           | DPS                                                   |                                                       |                                                       |                                                       |                                                       |                                                       |                                                       |                                                       |                                                       |
| 3                                                     |                                                       | Filip Vujanović                                       | 2003                                                  | 22 mai 2003                                           | 5 juin 2006                                           | DPS                                                   |                                                       |                                                       |                                                       |                                                       |                                                       |                                                       |                                                       |                                                       |
| Présidents du Monténégro (depuis 2006)                |                                                       |                                                       |                                                       |                                                       |                                                       |                                                       |                                                       |                                                       |                                                       |                                                       |                                                       |                                                       |                                                       |                                                       |
| 1                                                     |                                                       | Filip Vujanović                                       | 2008 2013                                             | 5 juin 2006                                           | 20 mai 2018                                           | DPS                                                   |                                                       |                                                       |                                                       |                                                       |                                                       |                                                       |                                                       |                                                       |
| 2                                                     |                                                       | Milo Đukanović                                        | 2018                                                  | 20 mai 2018                                           | 20 mai 2023                                           | DPS                                                   |                                                       |                                                       |                                                       |                                                       |                                                       |                                                       |                                                       |                                                       |
| 3                                                     |                                                       | Jakov Milatović                                       | 2023                                                  | 20 mai 2023                                           | en fonction                                           | PES!                                                  |                                                       |                                                       |                                                       |                                                       |                                                       |                                                       |                                                       |                                                       |